# Edward Haughey, Baron Ballyedmond
Edward Enda Haughey, Baron Ballyedmond OBE (* 5. Januar 1944 in Kilcurry bei Dundalk; † 13. März 2014 in Gillingham bei Beccles, Norfolk) war ein nordirischer Politiker und Unternehmer.

## Leben
Haughey gründete 1969 das Pharmaunternehmen Norbrook mit Schwerpunkt auf Tiermedizin, das heute zu den größten nordirischen Unternehmen zählt. Ein weiteres Geschäftsfeld Haugheys waren Flugreisen, speziell per Helikopter. Von 2000 bis 2006 gehörte ihm der Carlisle Lake District Airport in Irthington, Grafschaft Cumbria. 1994 erwarb er das nahegelegene Corby Castle.
Von 1993 bis 2002 gehörte Haughey dem irischen Senat an. Dort war er Mitglied der Fianna-Fáil-Fraktion. Er war die zweitreichste Person in Nordirland, siebtreichste in Irland und 174reichste im Vereinigten Königreich. Haughey war außerdem Honorarkonsul von Chile. 2004 wurde er zum Life Peer erhoben und wechselte von der Ulster Unionist Party zu den Tories.
Zu den Immobilien von Haughey gehörten Ballyedmond Castle in Rostrevor, Corby Castle in Cumbria, Gillingham Hall in Norfolk, Belgrave Square 9, London (ein 6-stöckiges Stadthaus, das 2006 für etwa 12 Millionen Pfund gekauft und in den folgenden drei Jahren restauriert wurde) und ein Haus im Georgianischen Stil am Fitzwilliam Square in Dublin.
Am 13. März 2014 starb Haughey zusammen mit drei anderen Personen bei einem Hubschrauberabsturz in Gillingham, Norfolk. Zum Zeitpunkt des Absturzes herrschten schlechte Wetterbedingungen.

## Familie
Im Jahr 1972 heiratete Haughey Mary Gordon Young, eine Rechtsanwältin, die ihn mit ihrer Tochter und zwei Söhnen überlebt.